# Héctor Hurtado (football)
Pour les articles homonymes, voir Héctor Hurtado.
Héctor Hugo Hurtado Salazar (né le 23 septembre 1975 à Cali en Colombie) est un joueur de football international colombien, qui évoluait au poste d'attaquant.

## Biographie

### Carrière en sélection
Avec l'équipe de Colombie, il dispute 18 matchs (pour 3 buts inscrits) entre 1999 et 2005. Il figure notamment dans le groupe des sélectionnés lors des Gold Cup de 2000 et de 2005.

## Palmarès

### Palmarès en club
| América Cali - Championnat de Colombie (1) : - Champion : 2000. - Copa Merconorte : - Meilleur buteur : 1998 (4 buts). |  | Atlético Nacional - Championnat de Colombie (1) : - Champion : 2005 (Ouverture). |  | Universitario - Championnat du Pérou (1) : - Champion : 2008 (Ouverture). |

### Palmarès en sélection
Colombie
- Gold Cup :
  - Finaliste : 2000.